# Mikrobiolog
Mikrobiolog je znanstvenik, ki deluje na področju mikrobiologije. Proučuje raznolike življenjske oblike, kot so alge, virusi, bakterije in glivice, ki so vidne edino z mikroskopom. Rezultate raziskav uporabi lahko v proizvodnji hrane, pri zaščiti okolja, v medicini, farmaciji in drugod.

## Predvidena izobrazba
Za opravljanje poklica je treba končati univerzitetni študij na Biotehniški fakulteti – na učni enoti medoddelčnega študija mikrobiologije.

## Opravila in naloge
Mikrobiolog je lahko zaposlen na različnih področjih. 
- Nekateri proučujejo povzročitelje bolezni, kot sta AIDS in malarija. Raziskave na tem področju vključujejo proučevanje struktur in kemičnih reakcij, ki se v mikrobih pojavljajo, ter načine njihovega razmnoževanja.
- Svoje znanje lahko uporabi za razvoj zdravil, cepiv in drugih oblik zdravljenja. Takšna preučevanja so dolgotrajna in pogosto zahtevajo večletno raziskovanje.
- Nekateri mikrobiologi delajo v bolnišničnih laboratorijih, kjer raziskujejo mikrobe, ki so odgovorni za bolezni pacientov, ko ugotovijo povzročitelja bolezni, se zdravnik lahko odloči za optimalno terapijo pacienta. Mikrobiologi lahko vzamejo pod drobnogled tudi hrano in pijačo, da ugotovijo morebitno okuženost živil.
- V farmacevtski in biotehniški industriji sodelujejo v raziskavah, proizvodnji in testiranju kakovosti proizvodov kot so razkužila, kozmetika, vitamini, antibiotiki in cepiva. V prehrambeni industriji nadzirajo kakovost proizvodov.
- Mikrobiolog lahko raziskuje načine za učinkovito razkrajanje odpadnih snovi ter ekonomično recikliranje.
- Mikrobiologi so zaposleni v podjetjih, ki skrbijo za zaščito okolja in za kakovostno vodo, raziskujejo mikroorganizme in bakterije v pitni vodi, v surovih in predelanih odpadkih ter zagotavljajo, da so procesi obdelave odpadkov učinkoviti. Pomembno vlogo imajo mikrobiologi v molekularni biologiji in genetskem inženiringu.

## Znanja in spretnosti
Mikrobiolog mora biti sposoben izvajati praktične poskuse s pomočjo zapletene tehnične opreme in računalnikov. Biti mora natančen in potrpežljiv. Da lahko raziskave predstavi in učinkovito sodeluje pri skupinskem delu, se zna dobro pisno in govorno izražati.

## Razmere za delo
Mikrobiolog večino delovnega časa preživi v laboratoriju. Pri delu se srečuje tudi z nevarnimi kemičnimi snovmi in mikroorganizmi, zato mora dosledno upoštevati predvideno zaščito, da ne pride so okužbe oz. zastrupitve.

## Znani mikrobiologi
- Jules Bordet
- Alexander Fleming
- Robert Koch
- Joshua Lederberg
- Antony van Leeuwenhoek
- Louis Pasteur
- Sergei Winogradsky
- Alexandre Yersin

## Sorodni poklici
- biokemik
- zdravnik za medicinsko biokemijo
- farmakolog